# سوسک‌های شاخک‌بلند راه‌راه
سوسک‌های شاخک‌بلند راه‌راه (نام علمی: Agnia) نام یک سرده از تیره سوسک‌های شاخک‌دراز است.